# Mehmet Öz
Mehmet Cengiz Öz (Cleveland, Ohio; 11 de junio de 1960), conocido como Dr. Oz, es un personaje de televisión turco-estadounidense, cirujano cardiotorácico, profesor de la Universidad de Columbia, promotor de pseudociencia y autor. Es el 17º administrador de los Servicios de Salud Medicare y Medicaid desde el 3 de abril de 2025, bajo la segunda presidencia de Donald Trump 
Oz saltó a la fama con apariciones en The Oprah Winfrey Show a partir de 2004, y más tarde en Larry King Live y otros programas de televisión. En 2009, la productora de Oprah Winfrey (Harpo Productions) junto con Sony Pictures presentaron The Dr. Oz Show, un programa de televisión diario centrado en temas médicos y de salud personal.
Es un defensor de la medicina alternativa y ha sido criticado por médicos, funcionarios del gobierno estadounidense y publicaciones, incluidas Popular Science y The New Yorker, por brindar consejos no científicos y promover la pseudociencia. En una audiencia en el Senado sobre estafas de pérdida de peso, la senadora Claire McCaskill reprendió a Oz y dijo: "La comunidad científica es casi monolítica en su contra en términos de la eficacia de los tres productos que usted llama milagros". En 2014, el British Medical Journal examinó más de 400 recomendaciones médicas o de salud de 40 episodios de su programa y descubrió que solo el 46% de sus afirmaciones estaban respaldadas por investigaciones acreditadas, mientras que el 15% de sus afirmaciones contradecían la investigación médica y el resto de los consejos de Oz banalidades vagas o no respaldadas por la investigación.
En 2018, Oz fue nombrado miembro del Consejo de Deportes, Estado Físico y Nutrición por el presidente Donald Trump; Más tarde fue destituido de su cargo por el presidente Joe Biden. En 2021, Oz declaró que se postularía para el Senado en las elecciones de 2022 en Pensilvania como republicano, para suceder al senador retirado Pat Toomey. En junio de 2022, Oz se convirtió en el candidato republicano a gobernador de ese mismo estado y perdió en noviembre ante el candidato demócrata John Fetterman. Oz fue el primer candidato musulmán en ser nominado por cualquiera de los principales partidos para el Senado de los Estados Unidos.
Describiéndose a sí mismo como un republicano conservador, Oz adoptó posiciones mayoritariamente conservadoras después de lanzar su campaña. Se opuso a la legalización del aborto, a la Ley del Cuidado de Salud a Bajo Precio y a la legalización del cannabis recreativo, al tiempo que apoyó la fracturación hidráulica, relaciones más estrechas con Israel, el derecho a portar armas y la protección federal del matrimonio entre personas del mismo sexo.

## Primeros años
Oz nació en 1960 en Cleveland, Ohio hijo de Suna y Mustafa Öz, que habían emigrado de la provincia de Konya, Turquía.  Mustafa, nacido en Bozkır, una pequeña ciudad en el centro de Turquía, obtuvo becas que le permitieron emigrar a los Estados Unidos como residente médico en 1955. Suna (de soltera Atabay), que proviene de una familia adinerada de Estambul, es hija de un farmacéutico con ascendencia circasiana (Shapsug) del lado de su madre. Oz tiene dos hermanas, Seval Öz y Nazlim Öz.
Oz fue educado en Tower Hill School en Wilmington, Delaware. En 1982, recibió su licenciatura en biología en la Universidad de Harvard. En 1986, obtuvo títulos de MD y MBA respectivamente en la Facultad de Medicina de la Universidad de Pensilvania y en la Escuela Wharton. Fue galardonado con el Premio Atlético del Capitán por su liderazgo en la universidad y fue presidente de la clase y luego presidente del cuerpo estudiantil durante la escuela de medicina.

### Vida personal
Oz está registrado como republicano.
Oz vive en Cliffside Park, Nueva Jersey, con su esposa Lisa. Han estado casados desde 1985 y tienen cuatro hijos. Su hija mayor es la autora, nutricionista y presentadora de televisión Daphne Oz.
Oz habla inglés y turco con fluidez. Él tiene ciudadanía turca y estadounidense, habiendo servido en el ejército turco para conservar su ciudadanía turca.
Oz creció en un ambiente mixto musulmán donde la familia de su padre practicaba el Islam más tradicional, mientras que la familia de su madre eran musulmanes más seculares. Oz se identifica como musulmán y dice que ha sido influenciado por el misticismo de los musulmanes sufíes del centro de Turquía, así como por las ideas de Emanuel Swedenborg, el teólogo, científico, filósofo, revelador y místico sueco del siglo XVIII.

## Carrera
Oz ha sido profesor en el Departamento de Cirugía de la Universidad de Columbia desde 2001. Dirige el Instituto Cardiovascular y el Programa de Medicina Complementaria en el Hospital presbiteriano de Nueva York. Sus intereses de investigación incluyen cirugía de reemplazo de válvula cardíaca, cirugía cardíaca mínimamente invasiva y políticas de atención médica.
En 2010, Oz se unió al político Jeff Arnold como cofundador de Sharecare, Inc, proporcionando una plataforma interactiva de preguntas y respuestas para expertos de la industria para responder preguntas relacionadas con la salud.

### Televisión, radio y películas
Oz apareció como un experto en salud en The Oprah Winfrey Show durante cinco temporadas. Su programa debutó el 14 de septiembre de 2009, siendo coproducido por Harpo Productions de Oprah Winfrey y distribuido por Sony Pictures Television. Es el segundo spin-off de Oprah hecho por un invitado habitual (el Dr. Phil es el primero), y es la primera vez que la compañía de Winfrey se asocia con otro estudio fuera de la actual CBS Television Distribution, que coproduce su serie así como sus otras series. Durante las primeras cuatro temporadas, los shows se grabaron en Studio 6A en NBC Studios en Nueva York, pero abandonaron el Rockefeller Center después de que NBC recuperara el espacio para su franquicia Late Night. A partir de la quinta temporada, el Dr. Oz se filma en el ABC Television Center East en el Upper West Side de Manhattan.
En enero de 2011, Oz empezó a formar parte de un programa semanal en el canal de Oprah OWN llamado "Oprah's Allstars". En cada episodio, él, Suze Orman y el Dr. Phil responden varias preguntas sobre la vida, la salud y las finanzas. También hace un segmento de salud en 1010 WINS titulado "Your Daily Dose". El 23 de octubre de 2014, se estrenó el programa Surgeon Oz, que muestra la carrera de Oz como cirujano.

### Autor
Oz es coautor, junto con Michael F. Roizen, de seis libros que pertenecen a la lista de superventas del New York Times. Tiene una columna regular en la revista Esquire y O, The Oprah Magazine y su artículo "Retool, Reboot and Rebuild" fue galardonado con el Premio de la Revista Nacional de 2009 por el Servicio Personal. Oz y Hearst Corporation lanzaron la revista bimensual Dr. Oz THE GOOD LIFE el 4 de febrero de 2014.

## Controversia
Oz ha enfrentado críticas debido a su tendencia a contar consejos no científicos y pseudocientíficos.

### Falta de validez científica
Popular Science y The New Yorker han publicado artículos críticos sobre Oz para dar consejos "no científicos". Estas críticas incluyen preguntas sobre si está "haciendo más daño que bien" y señalando su tratamiento "irresponsable y peligroso" de los trastornos alimentarios.
La Fundación Educativa James Randi ha otorgado a Oz su Premio Pigasus, un premio que pretende "exponer los fraudes parapsicológicos, paranormales o psíquicos que Randi ha observado durante el año anterior". El premio consiste en un cerdo volador de plata y se refiere a reclamar algo tan dudoso que solo sucederá "cuando los cerdos vuelen". Oz recibió este premio en tres ocasiones distintas, más que cualquier otro receptor:
1. En 2009 para la promoción de terapias energéticas como Reiki.[49]
2. En 2010 para apoyar la Curación por la fe y la comunicación psíquica con los muertos, entre otras prácticas controvertidas. Oz se convirtió en la primera persona en recibir un Premio Pigasus durante dos años consecutivos.[50]
3. En 2012, Oz ganó "El Premio Pigasus por Negarse a Enfrentar la Realidad" por su continua promoción de "prácticas médicas de charlatanes, creencia paranormal y pseudociencia".[51]

Oz también ha sido partidario de la pseudociencia de la homeopatía.
Además, la imagen y las citas de Oz se han utilizado en muchas estafas de productos de pérdida de peso. Si bien no se ha encontrado que él mismo esté involucrado en estas estafas, ha hecho declaraciones que fueron explotadas por estafadores.
Oz ha declarado que es un defensor de la medicina alternativa y que hace grandes esfuerzos para informar a los televidentes que él no vende ni aprueba ningún suplemento.
Un estudio publicado en el British Medical Journal sobre la efectividad de los consejos médicos de Oz encontró que solo el 46 por ciento de sus recomendaciones tenían algún respaldo científico o fundamento. El estudio mostró que el 39 por ciento no tenía evidencia científica de apoyo, mientras que los 15 puntos porcentuales restantes iban directamente en contra de la evidencia científica.
En abril de 2015, un grupo de diez médicos de todo Estados Unidos, incluido Henry Miller, investigador en filosofía científica y política pública en el Instituto Hoover de la Universidad de Stanford, envió una carta a la Universidad de Columbia llamando inaceptable la posición de la facultad de Oz. Acusaron a Oz de "una falta atroz de integridad promoviendo tratamientos de curandero y curas en beneficio de la ganancia financiera personal".

### Arsénico en jugo de manzana
En septiembre de 2011, Oz recibió críticas por un programa que se centraba en los presuntos peligros del arsénico en el jugo de manzana. Oz contrató a un laboratorio de toxicología independiente, EMSL, y descubrió que los niveles de arsénico en algunas muestras superan el límite permitido por la Administración de Alimentos y Medicamentos de los EE. UU. (FDA) en el agua potable. La FDA dijo que "actualmente no hay evidencia que sugiera un riesgo para la salud pública", y criticó el énfasis en las mediciones del arsénico total sin distinguir entre compuestos de arsénico orgánicos inofensivos y compuestos tóxicos de arsénico inorgánico que presentan diferentes niveles de riesgo para la salud.
La revista Consumer Reports realizó pruebas similares en muestras de zumos de manzana y uva al mismo tiempo. A diferencia de las pruebas realizadas por Oz, Consumer Reports probó los tipos de arsénico orgánicos e inorgánicos. Los resultados mostraron que el 6% (5 de 80) de las muestras analizadas por Consumer Reports excedieron el límite federal de 10 partes por billón (ppb) para el arsénico en el agua potable. Sin embargo, al contar solo arsénico inorgánico, solo una de las 80 muestras de jugo de manzana analizadas excedió el límite de 10 partes por mil millones, e incluso solo ligeramente, a 10.48 ppb. Los límites, sin embargo, solo se aplican a los niveles de arsénico para el agua potable; no existen límites legales para el arsénico en los jugos de fruta. Sin embargo, después de la presentación del Dr. Oz Show, la FDA indicó que continúa investigando los niveles de arsénico en los jugos de fruta y otros alimentos, y puede implementar límites para los jugos de frutas en el futuro.

### Real Age
Oz es portavoz y asesor del sitio web RealAge.com, que The New York Times ha criticado por sus prácticas de comercialización farmacéutica. El sitio solicita información médica de los visitantes para determinar la edad biológica de un visitante y luego usa el perfil médico del visitante para fines de comercialización farmacéutica. Como el reportero de The Times explicó la importancia de este hecho: "Si bien pocas personas llenarían un cuestionario detallado sobre su salud y se lo entregarían a una compañía farmacéutica en busca de sugerencias para nuevos medicamentos, eso es esencialmente lo que RealAge está haciendo".

### Terapia de reorientación sexual
El episodio del 28 de noviembre de 2012 de The Dr. Oz Show se dedicó a la terapia de reorientación sexual, "formas de terapia que están diseñadas para hacer heterosexual a una persona gay", todas las cuales han sido rechazadas directamente por las principales profesiones de la salud mental. La transmisión contó con la participación de Julie Hamilton, representante de la Asociación Nacional de Investigación y Terapia de la Homosexualidad (NARTH), que ofrece terapia de reorientación sexual y también tuvo invitados que la condenaron. Tres de los grupos que fueron consultados para el programa - GLAAD, GLSEN y PFLAG National - emitieron un comunicado de prensa conjunto repudiando el episodio justo después de que se emitió. El comunicado de prensa llamaba a NARTH "un grupo escindido de terapeutas/activistas anti-gay", criticó el episodio por comenzar con dos segmentos del programa presentando defensores de la terapia reparativa sin cuestionamiento, luego presentando al representante de NARTH como un "experto", y no brindando ninguna opinión del Dr. Oz sobre el tema, que los autores de la nota de prensa calificaron de "inducir a la audiencia a creer que hay expertos reales en ambos lados de este asunto". El comunicado de prensa también declaró que "GLSEN no habría participado en el programa The Dr. Oz Show si hubiéramos sabido que NARTH estaría representado".

### Audiencia del Senado de junio de 2014
Durante una audiencia en el Senado sobre protección al consumidor, la senadora Claire McCaskill declaró que al emitir segmentos sobre productos de pérdida de peso que luego se citan en anuncios, Oz desempeña un papel, intencional o no, en la perpetuación de estas estafas, y que está "preocupada de que usted sea fusionando consejos médicos, noticias y entretenimiento de una manera que daña a los consumidores". Mary Engle de la Comisión Federal de Comercio de Estados Unidos (FTC) criticó a Oz por llamar al extracto de café verde "magia" y un "milagro", afirmando que es difícil para los consumidores escuchar sus voces internas cuando los productos son elogiados por hosts en quienes confían.
Se descubrió que uno de los productos que Oz estaba promoviendo, el Extracto de grano de café verde, no tenía beneficios de pérdida de peso. Dos de los investigadores a quienes se les pagó para escribir el estudio admitieron que no podían respaldar sus datos, por lo que se retractó de su trabajo. La FTC presentó una queja que la empresa con sede en Texas Applied Food Sciences (los promotores del estudio) había anunciado falsamente. La FTC alegó que el estudio era "tan irremediablemente defectuoso que no se podían sacar conclusiones confiables de él", por lo que Applied Food Sciences acordó pagar un acuerdo de $ 3.5 millones.

## Otras lecturas
- Brown, Heidi, "Oprah Loves This Doctor", Forbes magazine, 4 de agosto de 2008
- Michael Specter, The Operator. Is the most trusted doctor in America doing more harm than good? The New Yorker, 4 de febrero de 2013.